# Мускарин
Мускари́н (лат. Muscarinum) — алкалоид, содержащийся в грибах. Название происходит от латинского названия красного мухомора. В мухоморах содержание мускарина не превышает 0,02 %, но значительно большие концентрации его содержатся в ядовитых грибах из рода Говорушка. Мускарин также получают синтетическим путём.

## Физические свойства
При комнатной температуре мускарина хлорид представляет собой бесцветные кристаллы, хорошо растворимые в воде. Температура плавления 179—180 °C (хлорид).

## Воздействие на нервную систему
Мускарин избирательно возбуждает холинергические рецепторы, расположенные на постсинаптических мембранах клеток различных органов у окончаний постганглионарных холинергических нервов. Именно поэтому такие рецепторы называют М-рецепторами, или мускариновыми рецепторами. Вещества, которые возбуждают такие рецепторы, называют мускариноподобными, или М-холиномиметиками, а вещества, подавляющие их активность — М-холиноблокаторами. Характерным представителем М-холиноблокаторов является атропин.
В отличие от ацеклидина и пилокарпина, мускарин не проникает через гематоэнцефалический барьер, поскольку является четвертичным амином.

## Применение
Мускарин не нашёл применения в медицинской практике. Он используется только в экспериментальных исследованиях при изучении строения и функции холинорецепторов и холинергических процессов.

## Токсикологическое значение

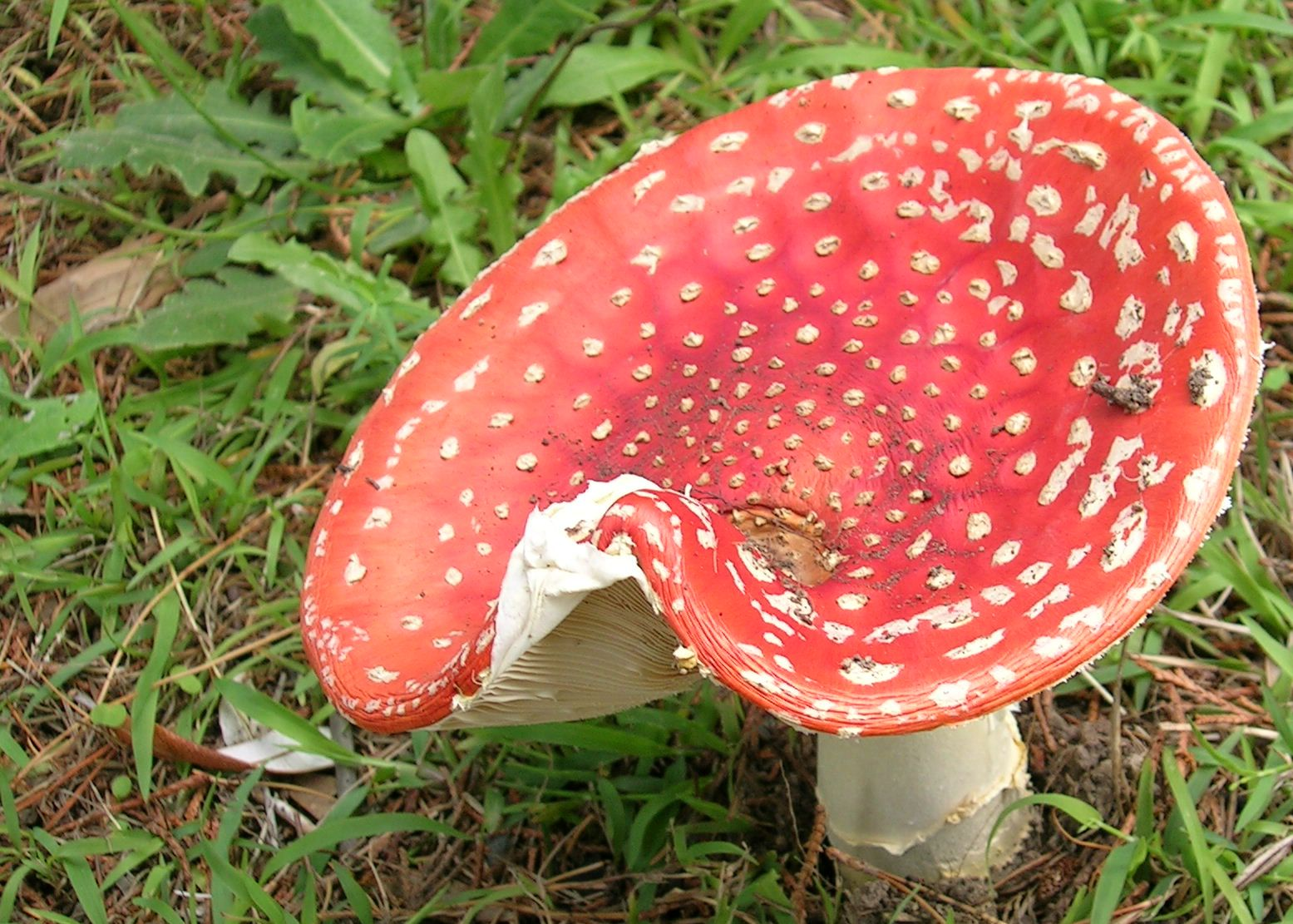
Amanita muscaria

Токсикологическое значение мускарина заключается прежде всего в отравлении грибами, содержащими его. Для таких отравлений характерен так называемый мускариновый синдром: гиперсаливация (повышенное слюноотделение), потоотделение, рвота, понос, брадикардия, расширение зрачков в первые часы употребления, лёгкое сужение зрачков, нарушение зрения, усиление в перистальтики. В тяжёлых случаях наступают коллапс, нарушения дыхания, отёк лёгких. Симптомы отравления возникают через 0,5—2 ч после приёма мускарина или мускариносодержащих грибов. Смертельная доза мускарина для человека — 0,525 грамма, которые содержатся в 4 килограммах свежих красных мухоморов (по другим данным — в {\displaystyle 2,6kg\cong 0,525g/0,0002}).
Механизм действия мускарина почти тот же самый, как у ряда боевых отравляющих веществ, среди которых можно назвать зарин: эти вещества являются ингибиторами холинэстеразы. Картина отравления также похожа. Главными антидотами являются вещества из одной группы (холиноблокаторы), что лишний раз подчёркивает тождество.

### Лечение отравления мускарином
Помощь при отравлении мускарином состоит в удалении яда из желудочно-кишечного тракта (путём промывания желудка и приёма абсорбентов), уменьшении его концентрации в крови (инфузионная терапия). В качестве антидота используют атропин и другие М-холиноблокаторы. Также могут быть показания к применению адреномиметиков или глюкокортикоидов.